# Fryderyk Serafiński
Fryderyk Marian Serafiński vel Marian Skrocki vel Stanisław Potocki vel Stanisław Przybysiak pseud.: Drabina, Szkot, Arpad (ur. 30 grudnia 1911 w Stanisławowie, zm. 31 maja 2006 w Pruszkowie) – polski urzędnik państwowy w II Rzeczypospolitej, żołnierz Wojska Polskiego w czasie kampanii wrześniowej, oficer Polskich Sił Zbrojnych na Zachodzie i Armii Krajowej, podpułkownik artylerii, cichociemny.

## Życiorys
Po ukończeniu III Państwowego Gimnazjum im. Stanisława Staszica w Stanisławowie zdał maturę w 1933 roku i kontynuował naukę w Szkole Podchorążych Rezerwy Artylerii we Włodzimierzu Wołyńskim. Po jej ukończeniu pracował jako urzędnik ds. ewidencji wojskowej w Starostwie Powiatowym w Stanisławowie, a następnie jako instruktor powiatowy na powiat kałuski. Współpracował z Oddziałem II Sztabu Generalnego Wojska Polskiego
We wrześniu 1939 roku został zmobilizowany do obrony przeciwlotniczej (według innych źródeł nie został zmobilizowany). 17 albo 19 września przekroczył granicę polsko-węgierską. Był internowany na Węgrzech. Po ucieczce w listopadzie dotarł do Francji, gdzie został skierowany na kurs oficerów artylerii, po ukończeniu którego został instruktorem w Szkole Podchorążych Artylerii w Camp de Coëtquidan. W czerwcu 1940 roku został ewakuowany do Wielkiej Brytanii, gdzie został przydzielony do 1 dywizjonu artylerii lekkiej 1 Brygady Strzelców, później przez pewien czas służył w obronie brytyjskiego wybrzeża.
Zgłosił się do służby w kraju. Po przeszkoleniu w dywersji i dywersji technicznej został zaprzysiężony 4 marca 1943 roku w Oddziale VI Sztabu Naczelnego Wodza. Zrzutu dokonano w nocy z 9 na 10 września 1943 roku w ramach operacji „Neon 4” dowodzonej przez kpt. naw. Stanisława Króla (zrzut na placówkę odbiorczą „Solnica” 7 km na południe od stacji kolejowej Grodzisk Mazowiecki, pomiędzy zabudowaniami majątku wsi Osowiec a folwarkiem w Chawłowie). Wraz z  nim w skoku wzięli udział Elżbieta Zawadzka „Zo” i Bolesław Polończyk „Kryształ”. Spadochroniarzy i zasobniki przyjęto i przechowano w zabudowaniach Jana Siwca, w niedalekiej wsi Wólka Brzozokalska, obecnie Adamów-Wieś). W październiku dostał przydział do kieleckiej bazy o kryptonimie „Start IV” (dowodzonej przez cichociemnego Jana Rogowskiego). Po jego aresztowaniu 3 stycznia 1944 roku utracił kontakty organizacyjne. Odzyskał je w marcu i został przydzielony do dyspozycji oddziału ewakuacyjnego Obwodu Radomsko AK. 6 maja został dowódcą samodzielnego plutonu w oddziale partyzanckim „Andrzeja” (Floriana Budniaka). Brał udział m.in. w poniższych akcjach:
- działania partyzanckie na posterunki w Garnkach i Zielonej Dąbrowie, akcja w Przedborzu
- zniszczenie 2 niemieckich tartaków na przedmieściach Radomska w nocy z 31 maja na 1 czerwca 1944 roku
- wysadzenie transportu kolejowego pod Kamieńskiem w nocy z 20 na 21 czerwca.

Od 8 września do 15 stycznia 1945 roku był dowódcą 1 kompanii szturmowej I batalionu „Las” 74 pułku piechoty AK. Brał udział we wszystkich walkach tej kompanii, za co został dwukrotnie odznaczony Krzyżem Walecznych.
- 26 września – całodzienna bitwa z oddziałami Wehrmachtu i SS
- pojmanie 96 jeńców niemieckich pod Krzepinem 27 września (był wtedy kontuzjowany)
- zasadzka na transport samochodowy Wehrmachtu 10 października pod Brześciem – zabito dwóch niemieckich żołnierzy, zdobyto broń
- zasadzka na własowców w lesie pod Nieznanowicami (zlikwidowano 28 Ukraińców).

Po rozwiązaniu AK rozformował swój oddział i 10 marca przyjechał do Krakowa, gdzie zaczął prowadzić działalność na rzecz Delegatury Sił Zbrojnych na Kraj przygotowując zasoby na terenie Podhala do partyzantki niepodległościowej. 22 maja 1945 roku został aresztowany przez UB. W ramach amnestii został uwolniony 2 października. Ponownie nawiązał kontakty z organizacją Wolność i Niezawisłość, jednak wkrótce podjął decyzję o wyjeździe z kraju. Został zatrzymany przez służby czechosłowackie i odstawiony z powrotem do Polski. Ponownie podejmował współpracę z podziemiem niepodległościowym. Wreszcie w maju-lipcu 1946 roku skutecznie przedostał się do Wielkiej Brytanii, gdzie zameldował się w Komisji Likwidacyjnej Specjalnej Sztabu Głównego PSZ w Londynie. Został zdemobilizowany 15 września 1948 roku.
Po osiedleniu się w Wielkiej Brytanii ukończył kurs rybacki, później prowadził w Londynie zakład masażu i leczenia stóp. Przeszedł na emeryturę z końcem 1987 roku.
W sierpniu 1993 roku powrócił do Polski i osiedlił się w Podkowie Leśnej.

## Awanse
- podporucznik  – 1 grudnia 1942
- porucznik – ze starszeństwem z dniem 1 stycznia 1945 roku
- kapitan
- major
- podpułkownik

## Odznaczenia
- Krzyż Srebrny Orderu Wojennego Virtuti Militari nr 13647[4]
- Krzyż Walecznych – dwukrotnie
- Złoty Krzyż Zasługi z Mieczami
- Medal za Odwagę w Sprawie Wolności (Wielka Brytania).

## Życie rodzinne
Był synem Aleksandra, majstra w warsztatach kolejowych, i Antoniny z domu Matolicz. Był dwukrotnie żonaty. W 1958 roku ożenił się z Gretą Fiszer (1922–1996), z którą miał syna Ryszarda (ur. w 1959 roku). W 1993 roku ożenił się Krystyną Szmajdowicz (1° voto Książkiewicz, ur. w 1922 roku).